# Języki uto-azteckie

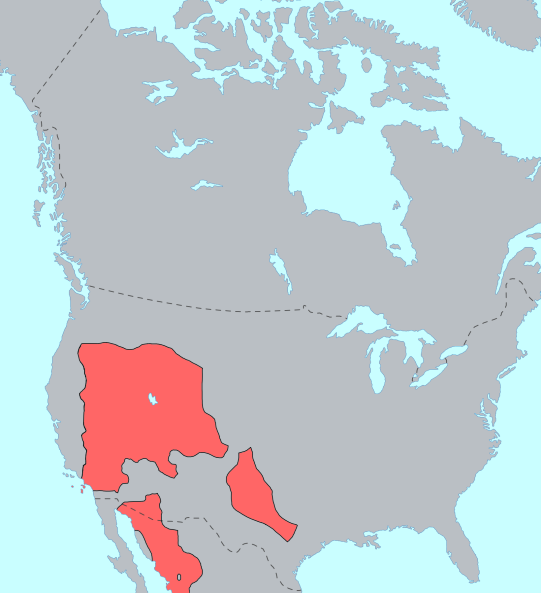
Języki uto-azteckie w Ameryce Północnej (mapka nie pokazuje języków w Ameryce Środkowej)

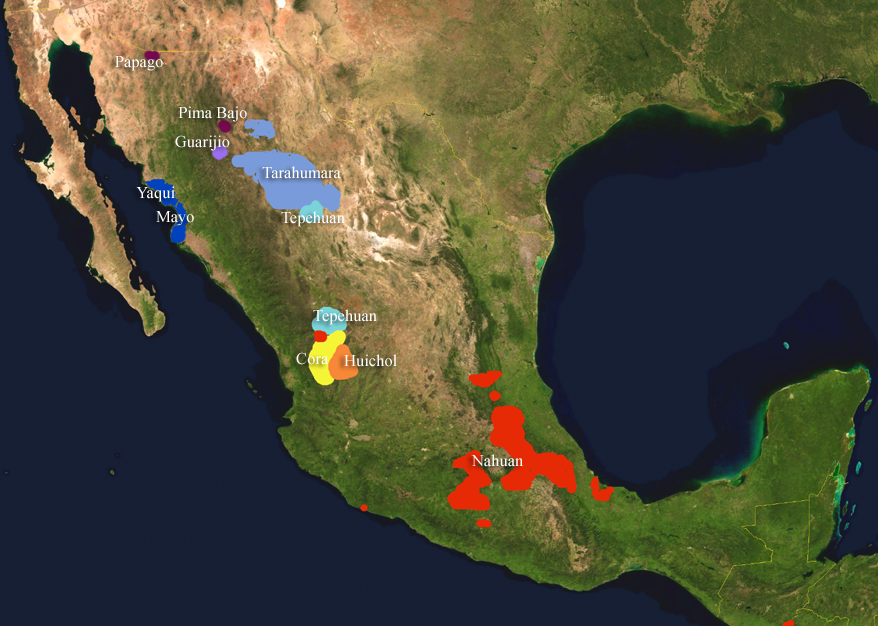
Języki uto-azteckie w Meksyku

Języki uto-azteckie – rodzina języków rdzennej ludności Ameryki Północnej i Środkowej, obejmująca ok. 60 języków, którymi posługują się łącznie prawie 2 miliony ludzi.
Do grupy uto-azteckiej zalicza się między innymi język nahuatl, używany przez prekolumbijską cywilizację Azteków, a współcześnie przez ponad 1,6 miliona osób w Meksyku, oraz język hopi w Arizonie.

## Klasyfikacja
- Języki uto-azteckie północne (13 języków)
  - Język hopi
  - Język tubatulabal
  - † Język giamina
  - Języki numijskie (Języki plateau-szoszońskie)
    - Języki numijskie centralne
      - Język komancze
      - Języki szoszoni-gosziute
        - Język szoszoński
        - Język timbisza (panamint)

    - Języki numijskie południowe
      - Język kawaiisu
      - Język rzeki Kolorado (ute-paiute południowy)

    - Języki numijskie zachodnie
      - Język mono
      - Język paiute północny

  - Języki takijskie (Języki południowokalifornijsko-szoszońskie)
    - Język luiseño (payomkowishum)
      - † Język juaneño

    - Język serrano
    - † Język vanyume
    - † Język kitanemuk
    - † Język gabrielino (tongva)
    - † Język fernandeño
    - † Język nicoleño
    - Języki cahuillo
      - Język cahuillo
      - † Język kupa (cupeño)

    - † Język tataviam (alliklik)
- Języki uto-azteckie południowe (48 języków)
  - Języki coracholsko-azteckie (32 języki)
    - Języki coracholskie (cora-huichol) (3 języki)
      - Język huichol
      - Język cora: El Nayar, Santa Teresa

    - Języki azteckie (nahua) (29 języków)
      - Język pipil
      - † Język toltecki
      - Język nahuatl: centralny, centralny huasteca, centralny puebla, coatepec, wschodni durango, wschodni huasteca, guerrero, puebla wyżynny, huaxcaleca, cosoleacaque, mecayapan, pajapan, michoacán, morelos, północny oaxaca, północny puebla, ometepec, orizaba, Santa María la Alta, Sierra Negra, południowo-wschodni puebla, tabasco, temascaltepec, tetelcingo, tlamacazapa, zachodni durango, zachodni huasteca, zacatlán-ahuacatlán-tepetzintla
      - Język pochutla
      - Język tamulipeco

  - Języki sonorskie
    - Języki pima
      - Język pima bajo
      - Język tepecano
      - Język papago-pima (tohono o’odham)
      - Języki tepehuańskie: północny, południowo-wschodni, południowo-zachodni

    - Języki taracahita
      - † Język tubar
      - Języki cahitańskie: Język mayo, Język yaqui, † Język cahita
      - † Język opata (tequima)
      - Języki Tarahumara
        - Język huarijio
        - Języki tarahumara: centralny, północny, południowo-wschodni, południowo-zachodni, zachodni